# Chinami Suzuki
Chinami Suzuki (鈴木ちなみ) (26 de septiembre de 1989 -) es una modelo japonesa. Ella también trabaja como presentadora de televisión y actriz. Ella viene de Prefectura de Gifu. En 2009, cuando era estudiante universitario, fue seleccionada como la chica trajes de baño Toray. Actualmente está bajo un contrato exclusivo con la revista de moda With.

## Filmografía
- Mata Itsuka Natsu ni (2011)
- Brave Heart Umizaru 2012 (2012)
- Fashion Story (2012)

## Publicaciones
- Chinami ni (colección de fotografías trajes de baño)[3]